# Mossoró
Mossoró je grad u Brazilu u saveznoj državi Rio Grande do Norte. 

## Stanovništvo
Prema procjeni iz 2007. u gradu je živjelo 234.392 stanovnika.
| 1991.   | 2000.   |
| ------- | ------- |
| 192.267 | 213.841 |

## Vanjske poveznice
- Službena stranica grada